# Gyula Hajszán
Gyula Hajszán (ur. 9 października 1961 w Sopronie) – piłkarz węgierski grający na pozycji napastnika.

## Kariera klubowa
Karierę piłkarską Hajszán rozpoczął w klubie Haladás Szombathely. Następnie został piłkarzem Soproni SE, a w 1979 roku przeszedł do Ráby ETO Győr. W 1979 roku zadebiutował w jego barwach w pierwszej lidze węgierskiej. W sezonie 1981/1982 osiągnął swój pierwszy sukces w karierze, gdy wywalczył mistrzostwo Węgier, a w 1983 roku po raz drugi został mistrzem kraju. Z kolei w latach 1984–1985 został wicemistrzem kraju. W 1984 roku zdobył też Puchar Węgier.
W 1989 roku Hajszán wyjechał do Niemiec i przeszedł do MSV Duisburg. Przez 2 lata grał w drugiej lidze. W 1991 roku awansował z Duisburgiem do pierwszej ligi, ale nie zadebiutował w niej. W latach 1992–1994 grał w Tennis Borussia Berlin. Latem 1994 wrócił do Ráby ETO Győr i w 1995 roku zakończył w jego barwach karierę sportową.

## Kariera reprezentacyjna
W reprezentacji Węgier Hajszán zadebiutował 6 października 1982 w przegranym 0:1 towarzyskim meczu z Francją. W 1986 roku został powołany przez selekcjonera Györgya Mezeya do kadry na Mistrzostwa Świata w Meksyku. Tam był rezerwowym i nie wystąpił w żadnym spotkaniu. Od 1982 do 1994 roku rozegrał w kadrze narodowej 37 meczów i strzelił 4 gole.